# میتسینجو بتانیمنا
میتسینجو بتانیمنا (انگلیسی: Mitsinjo Betanimena) یک منطقهٔ مسکونی در ماداگاسکار است که در تولیارا دوم واقع شده‌است